# Kim Hyung-il
Kim Hyung-il, Hangul 김형일 (ur. 27 kwietnia 1984) – południowokoreański piłkarz grający na pozycji obrońcy. Obecnie zawodnik klubu Pohang Steelers.

## Kariera
Kim Hyung-il jest wychowankiem uniwersyteckiej drużyny Kyung Hee. W 2007 roku został piłkarzem Daejeon Citizen. Rok później przeszedł do drużyny Pohang Steelers. Został powołany na Mistrzostwa Świata w 2010 w Południowej Afryce, jednak nie zagrał na nich ani jednego meczu.